# 西南花楸
西南花楸（学名：Sorbus rehderiana）为蔷薇科花楸属的植物。分布于印度、缅甸以及中国大陆的云南、西藏、四川等地，生长于海拔2,600米至4,300米的地区，常生于山地丛林中。

## 别名
芮德花楸（经济植物手册）

## 异名
- Sorbus rehderiana Koehne var. cupreonitens Hand.-Mazz.
- Sorbus rehderiana Koehne var. grosseserrata Koehne